# 阿部力
阿部力（日语：あべ つよし，羅馬化：Abe Tsuyoshi，1982年2月13日—；漢名李冬冬，中文藝名李振冬），中國大陸男演員，遺華日僑出身，其外祖母為戰後滯華的滿洲國日本移民，母為中日混血，父為中國人。生於黑龍江，9歲時隨家人移民日本，隨外祖母姓氏取和名並歸化日本籍。
18歲成年後從日本回到中國，並在北京電影學院修讀一年制課程。2000年，阿部獲陳果選中為電影《人民公廁》的主角之一，開始了他在電影圈的生涯。之後，他在另一套香港電影《頭文字D》裡飾演健二。除了電影之外，阿部亦有在電視劇演出，並曾接拍多個電視廣告及MV的演出。
2009年4月27日，阿部在日本召開記者會宣佈他和中國女演員史可正式結婚。2017年，已故歌手TENN的弟弟公開TENN生前的手機紀錄，其中顯示阿部與TENN的妻子上原多香子外遇，並且這次外遇是導致TENN自殺的原因之一，捲入如此惡性的事件導致阿部的聲譽一落千丈，形同退出演藝圈。

## 感情生活
2006年阿部拍完電影《不完全戀人》，與該電影的女演員史可在2006年夏天兩人開始交往。
2009年4月27日，阿部在日本召開記者會，宣佈他和中國女演員史可正式結婚。
2017年8月10日，已故歌手TENN的弟弟對媒體公開披露TENN生前的手機紀錄，紀錄顯示TENN明確知道妻子上原多香子與阿部有婚外不正當兩性關係，並掌握了雙方的訊息內容，顯示TENN確定因精子缺陷問題不能生育後不久，上原多香子就與阿部發展了婚外關係。TENN在手機內留下的遺書中把妻子外遇的理由歸咎於自己不能生育，疑似為其自殺的主因。事發後，阿部的聲譽一落千丈，失去所有代言與演出邀約，形同退出演藝圈。2022年，阿部接受日本紀錄片導演竹內亮的訪問，透露將在父母的幫助下在千葉縣開設餃子店，以補貼收入。

## 作品列表

### 電影
- 2000年：香港/韓國 《人民公廁》 飾 李冬冬
- 2005年：香港 《頭文字D》 飾 健二
- 2005年：日本 《大停電之夜（日语：大停電の夜に）》
- 2006年：臺灣《國士無雙》飾 刑事王子
- 2006年：日本 飾 仲西弘樹
- 2006年：日本 飾 本田耕治
- 2006年：日本 《親愛的貝斯：幸福的肉球》飾 成田凌
- 2007年：中國大陸 《不完全戀人》飾演 夏語
- 2008年：日本 《流星花園F》飾 美作玲
- 2010年：

- 05月、《斑馬人2：斑馬城的逆襲》飾 新實
- 07月、飾 若杉
- 10月、《算計：7日死亡遊戲》飾 大迫雄大

- 2011年：

- 04月、飾 廣瀬譲治
- 10月、飾 張福儀
- 12月、《Wild 7》飾

- 2012年：臺灣《騷人》飾 郝哥

- 2016年3月:暗殺教室~畢業篇~レッドアイ 飾
- 2021年4月:罗曼蒂克之城 饰 原野

### 電視劇
- 2004年：
  - 《米迦勒之舞》(台視)
  - 《記憶的證明》(CCTV)

- 2005年：
  - 《流星花園》(TBS)

- 2006年：
  - 《役者魂!》第1・7・9・10・11集 (富士電視台)

- 2007年：
  - 《流星花園2》(TBS)
  - 《還以為要死了》case06 (侵入) (NTV)
  - 《菊次郎與早紀3》(朝日電視台)
  - 《抹布女孩》第10集 (朝日電視台)

- 2008年：
  - 《奇蹟之聲》SP (TBS)
  - 《未來講師》第2集 (朝日電視台)
  - 《老師真偉大！》SP (NTV)
  - 《絕對彼氏》第8集 (富士電視台)
  - 《王牌男公關》第2・3・4集 (朝日電視台)
  - 《夢象成真》SP (讀賣電視台)
  - 《戀空》電視劇 (TBS)
  - 《这里发现爱》第5集 (華視)
  - 《麒麟館戀史》(拍攝中)因為最後因劇本出現問題中斷拍攝，至今尚未重新開拍。

- 2009年
  - 《Goro's Bar》SP (TBS)
  - 《乌龙派出所》 健二
  - 松本清张诞辰100周年纪念特别剧~黑色奔流SP 二宫正树

- 2010年
  - 《月之恋人》飾明(富士電視台)

- 2011年
  - 《幸福三顆星》(安徽衛視) 飾第一店長

- 2016年
  - 《東京女子圖鑑》 飾 直樹

- 2017年
  - 《四重奏 —カルテット》(TBS)   友情客串 飾西村 06集
  - 《貴族偵探》-《貴族探偵》飾有戶秀司 04集

- 2020年
  - 《今際之國的闖關者》 飾 九頭龍慧一

### 音樂錄影帶
2003年
- 容祖兒(香港歌手)「獨照」
- 許茹芸(台灣歌手)「有你的天堂」

2004年
- S.H.E(台灣歌手)「NEVERMIND」

2006年
- A-Lin(台灣歌手)「位置」
- 張信哲(台灣歌手)「做你的男人」

## 腳注
1. 1 2  李玟儀. . ETtoday星光雲. 2018-01-16  [2025-08-17] （中文）.
2. 1 2 3  黃詩淳. . 中時新聞網. 2022-11-05  [2025-08-17] （中文）.
3. ↑  .   [2014-04-25]. （原始内容存档于2016-03-05）.
4. ↑  .   [2014-04-25]. （原始内容存档于2016-03-04）.
5. ↑  〈【專訪】婚事先斬後奏 阿部力險毀演藝事業〉，《時報周刊》1801期，2012年8月24日
6. ↑  .   [2017-08-10]. （原始内容存档于2020-08-13）.
7. ↑  .   [2017-08-10]. （原始内容存档于2021-04-22）.
8. ↑  陳芊秀. . Ettoday星光雲. 2022-11-05  [2025-08-17] （中文）.

## 外部連結
- 阿部力的新浪微博
- HORIPRO SQUARE  男性タレント：阿部　力 （页面存档备份，存于）